# Jeanne la Pucelle (film)
Pour les articles homonymes, voir Jeanne d'Arc (homonymie).
 (janvier 2023).
Pour plus de détails, voir Fiche technique et Distribution.
Jeanne la Pucelle est un film français en deux parties réalisé par Jacques Rivette, sorti en 1994.

## Synopsis
Le film retrace l'épopée de Jeanne d'Arc et s'articule en deux parties : 
- 1re partie : Les Batailles

En février 1429, Jeanne est conduite à Vaucouleurs par son oncle pour convaincre le seigneur Robert de Baudricourt de lui donner une garde pour l'escorter jusqu'à Chinon pour accomplir la mission que Saint-Michel, Sainte Catherine et Sainte Marguerite lui ont confiée : Libérer la ville d'Orléans assiégée par les armées anglaises et aller sacrer le dauphin Charles (futur Charles VII) à Reims. Après plusieurs tentatives, Baudricourt accepte de lui donner une garde pour le voyage jusqu'à Chinon. Jeanne y parvient et fait part de ses révélations au dauphin. Celui ci l'envoie donc à Poitiers pour la faire examiner par des clercs et des docteurs en théologie sous la supervision de Yolande d'Aragon. Après cet examen, elle peut finalement partir pour Orléans où elle va rencontrer les principaux généraux du dauphin. Lors de son passage dans la ville d'Orléans, les armées françaises vont reprendre sans son aide la forteresse de Saint-Loup. Les jours suivants, Jeanne et l'armée française vont reprendre les forteresses de Saint-Jean-le-Blanc et des Augustins. Jeanne et les généraux, ainsi que les hommes d'armes français arrivèrent finalement devant  les Tourelles où les plus grands assauts eurent lieu. Au cours de l'un d'entre eux, Jeanne est blessée à l'épaule par un carreaux d'arbalète. Après s'être retirer pour prier, elle revient à la charge avec toute l'armée française, prenant la forteresse et faisant tomber ainsi le Siège d'Orléans.
- 2e partie : Les Prisons

Après le siège d'Orléans, Jeanne convainc le roi et son conseil d'aller le faire sacrer à Reims. Cependant, la ville est en pleine occupation bourguignonne et il faut traverser plusieurs villes tombées aux mains de l'ennemi dont notamment Beaugency et Patay. La campagne se fait sans encombre et Charles est finalement sacré dans la Cathédrale de Reims. Quelque temps plus tard, Jeanne tente une offensive sur Paris pour la libérer comme les précédentes villes. Mais l'assaut est un échec et Jeanne est blessée à la jambe par un carreau arbalète. Plus tard Jeanne participe au siège de La Charité-Sur-Loire. Elle parvient à reprendre Saint-Pierre-le-Moûtier mais est obligée d'abandonner. Au début de l'année 1430, les habitants de Compiègne appellent Jeanne qui vole à leur secours pour libérer la ville. Lors d'une retraite elle est capturée par les bourguignons. Après un séjour en tant que prisonnière chez Jean de Luxembourg, elle est vendue aux anglais pour la somme de 10 000 livres. Le 24 Juin 1431, après plusieurs mois de procès pour hérésie et pour avoir porté l'habit d'homme, elle est finalement condamnée à la prison à vie sous la crainte du bûcher et doit reprendre des habits de femme. Après avoir été malmenée par les gardes et même un lord Anglais qui a tenté de la violer, elle décide de reprendre l'habit d'homme. Ayant été jugée Relapse (qui retombe dans ses erreurs passées) par ses juges, elle est finalement condamnée à mort et meurt sur le bûcher le 30 Mai 1431.

## Fiche technique
- Titre  : Jeanne la Pucelle
- Réalisation : Jacques Rivette
- Scénario : Pascal Bonitzer, Christine Laurent, Jacques Rivette
- Photographie : William Lubtchansky
- Musique : Jordi Savall (Guillaume Dufay)
- Montage : Nicole Lubtchansky
- Décors : Emmanuel de Chauvigny
- Costumes : Laurence Struzi
- Production : Martine Marignac pour Pierre Grise Productions
- Budget : 40 000 000 francs (9 693 199 euros)
- Format : couleurs (Eastmancolor) - 1,85:1- mono - 35 mm
- Date de sortie : 9 février 1994
- Durée : 336 minutes (5h36) (160 min pour Les Batailles et 176 min pour Les Prisons)

## Distribution
- Sandrine Bonnaire : Jeanne d'Arc
- André Marcon : Charles VII
- Martine Pascal : Yolande d'Aragon
- Jean-Louis Richard : La Trémoille
- Marcel Bozonnet : Renault de Chartres
- Patrick Le Mauff : Jean Bâtard d'Orléans
- Didier Sauvegrain : Raoul de Gaucourt
- Jean-Pierre Lorit : Jean d'Alençon
- Alain Ollivier : Pierre Cauchon, évêque de Beauvais
- Bruno Wolkowitch : Gilles de Rais
- Stéphane Boucher : La Hire
- Xavier Maly : Xaintrailles
- Mathieu Busson : Louis de Coutes, page de Jeanne
- Quentin Ogier : Raymond, page de Jeanne
- Jean-Pierre Becker : Jean d'Aulon
- Vincent Solignac : Pierre d'Arc, frère de Jeanne.
- Romain Lagarde : Nicolas
- Florence Darel : Jeanne d'Orléans
- Pierre Baillot : Jacques Boucher
- Germain Rousseau : Le confesseur du Dauphin
- Emmanuel de Chauvigny : Gros-Garrau
- Mathias Jung : Jean Pasquerel
- Tatiana Moukhine : Isabelle Romée, mère de Jeanne
- Jean-Marie Richier : Durand Laxart
- Baptiste Roussillon : Baudricourt
- Yann Collette : Jean II de Luxembourg-Ligny
- Jean-Luc Petit : Henri Le Royer
- Bernadette Giraud : Catherine Le Royer
- Jean-Claude Jay : Jacques Alain
- Olivier Cruveiller : Jean de Metz
- Benjamin Rataud : Bertrand de Poulengy
- Cyril Haouzi : Jean de Honnecourt
- Réginald Huguenin : Colet de Vienne
- Patrick Adomian : Richard l'archer
- Nicolas Vian : Julien
- Patrice Voye : le page
- David Lowe : Un Lord Anglais
- Fabien Mollet : soldat

## Autour du film
- La musique du film est interprétée par Hespèrion XXI et la La Capella Reial de Catalunya, ensembles dirigés par Jordi Savall. Elle reprend en grande partie La messe de l'Homme armé (œuvre attribuée à Guillaume Dufay), des œuvres anonymes du XVe siècle, ainsi que des compositions originales de Jordi Savall lui-même.

- Les lieux de tournage sont des décors naturels : « Fort de l’accueil favorable fait à sa dernière œuvre, « La Belle Noiseuse », primée à Cannes, Rivette bénéficie d’un budget honnête de 40 millions de francs, de quoi tourner en décors naturels aux châteaux de Châteaudun (Eure-et-Loir) dans le « rôle » de Tourelles, de Pisy (Yonne) et de Sedan (Ardennes), aux alentours de Semur-en-Auxois, à Époisses, à Châteauneuf-en-Auxois, à Villers-la-Faye (Côte-d’Or) et au barrage de Grosbois-en-Montagne ainsi qu’en Lorraine. »[1]

- Sandrine Bonnaire, l'actrice principale, a écrit un journal du tournage intitulé Le Roman d'un tournage, éditions Jean-Claude Lattès, 1994.

## Distinctions

### Nomination
- César 1995
  - Meilleure Actrice pour Sandrine Bonnaire

## Sortie vidéo
Le film sort en Blu-ray en France le 17 septembre 2019 chez Potemkine. L'édition contient deux heures de bonus, dont une analyse de l'écrivain Pacôme Thiellement, fan de Rivette, et une de l'historien spécialiste de Jeanne d'Arc, Olivier Bouzy.